# Turul Italiei 2020
Turul Italiei 2020 a fost cea de a 103-a ediție a Turului Italiei la ciclism. Competiția trebuia să aibă loc între 9 și 31 mai 2020 startul fiind planificat să aibă loc la Budapesta, Ungaria, urmând să fie pentru a 14-a oară când Giro începea în afara Italiei, și pentru prima dată când un mare tur urma să ia startul în Ungaria.
Competiția a fost pusă în pericol de pandemia de COVID-19 din Italia, iar în martie 2020 a fost amânată, așa cum au fost și alte curse de început de sezon din Italia. Când guvernul Ungariei a anunțat că nu va permite că startul să aibă loc, RCS Sport a decis că vor amâna cursa la o dată care urmează să fie stabilită ulterior. La 15 aprilie, UCI a anunțat că atât Giro, cât și Vuelta vor avea loc în toamnă după Campionatele Mondiale UCI de stradă din 2020. La 5 mai, UCI a anunțat că Giro va avea loc între 3 octombrie și 25 octombrie.
Britanicul Tao Geoghegan Hart de la Ineos Grenadiers a câștigat trofeul în ultima etapă. Cu o etapă înainte de final avea același timp cu australianul Jai Hindley, dar a avut un timp mai bun decât acesta în ultima etapă contra-cronometru desfășurată la Milano

## Echipe
Toate cele 19 echipe din UCI WorldTeams au fost invitate în mod automat și au fost obligate să participe la cursă. Trei echipe din UCI ProTeams au primit wild card-uri.

### Echipe UCI World
| - Ag2r-La Mondiale - Astana - Team Bahrain McLaren - Bora–Hansgrohe - CCC Pro Team - Cofidis - Deceuninck–Quick-Step - EF Pro Cycling - Groupama–FDJ - Ineos Grenadiers | - Israel Start-Up Nation - Lotto–Soudal - Mitchelton–Scott - Movistar Team - NTT Pro Cycling - Team Jumbo–Visma - Team Sunweb - Trek-Segafredo - UAE Team Emirates |  |

### Echipe continentale profesioniste UCI
| - Androni Giocattoli–Sidermec - Bardiani–CSF–Faizanè | - Vini Zabù–KTM |  |

## Etapele programate
| Etapa | Dată   | Start – Sosire                            | type                  | Distanță (km) | Câștigător         | Liderul global     |
| ----- | ------ | ----------------------------------------- | --------------------- | ------------- | ------------------ | ------------------ |
| 1     | 3 oct  | Monreale – Palermo                        | contratimp individual | 15,1          | Filippo Ganna      | Filippo Ganna      |
| 2     | 4 oct  | Alcamo – Agrigento                        | etapă valonată        | 149           | Diego Ulissi       | Filippo Ganna      |
| 3     | 5 oct  | Enna – Etna                               | etapă de munte        | 150           | Jonathan Caicedo   | João Almeida       |
| 4     | 6 oct  | Catania – Villafranca Tirrena             | etapă de plat         | 140           | Arnaud Démare      | João Almeida       |
| 5     | 7 oct  | Mileto – Camigliatello Silano             | etapă intermediară    | 225           | Filippo Ganna      | João Almeida       |
| 6     | 8 oct  | Castrovillari – Matera                    | etapă de plat         | 188           | Arnaud Démare      | João Almeida       |
| 7     | 9 oct  | Matera – Brindisi                         | etapă de plat         | 143           | Arnaud Démare      | João Almeida       |
| 8     | 10 oct | Giovinazzo – Vieste                       | etapă intermediară    | 200           | Alex Dowsett       | João Almeida       |
| 9     | 11 oct | San Salvo – Roccaraso                     | etapă de munte        | 207           | Ruben Guerreiro    | João Almeida       |
| 10    | 13 oct | Lanciano – Tortoreto                      | etapă intermediară    | 177           | Peter Sagan        | João Almeida       |
| 11    | 14 oct | Porto Sant'Elpidio – Rimini               | etapă de plat         | 182           | Arnaud Démare      | João Almeida       |
| 12    | 15 oct | Cesenatico – Cesenatico                   | etapă intermediară    | 204           | Jhonatan Narváez   | João Almeida       |
| 13    | 16 oct | Cervia – Monselice                        | etapă valonată        | 192           | Diego Ulissi       | João Almeida       |
| 14    | 17 oct | Conegliano – Valdobbiadene                | contratimp individual | 34,1          | Filippo Ganna      | João Almeida       |
| 15    | 18 oct | Rivolto Air Force Base – Piancavallo      | etapă de munte        | 185           | Tao Geoghegan Hart | João Almeida       |
| 16    | 20 oct | Udine – San Daniele del Friuli            | etapă intermediară    | 229           | Jan Tratnik        | João Almeida       |
| 17    | 21 oct | Bassano del Grappa – Madonna di Campiglio | etapă de munte        | 203           | Ben O'Connor       | João Almeida       |
| 18    | 22 oct | Pinzolo – Bacino di San Giacomo           | etapă de munte        | 207           | Jai Hindley        | Wilco Kelderman    |
| 19    | 23 oct | Abbiategrasso – Asti                      | etapă de plat         | 124,5         | Josef Černý        | Wilco Kelderman    |
| 20    | 24 oct | Alba – Sestriere                          | etapă de munte        | 190           | Tao Geoghegan Hart | Jai Hindley        |
| 21    | 25 oct | Cernusco sul Naviglio – Milano            | contratimp individual | 15,7          | Filippo Ganna      | Tao Geoghegan Hart |

## Etape

### Etapa 1
3 octombrie - Monreale -  Palermo - 15 km (contratimp)
| Loc | Concurent        | Echipă                 | Timp   |
| --- | ---------------- | ---------------------- | ------ |
| 1   | Filippo Ganna    | Ineos Grenadiers       | 15'24" |
| 2   | João Almeida     | Deceuninck–Quick-Step  | +22"   |
| 3   | Mikkel Bjerg     | UAE Team Emirates      | +22"   |
| 4   | Geraint Thomas   | Ineos Grenadiers       | +23"   |
| 5   | Tobias Foss      | Team Jumbo–Visma       | +31"   |
| 6   | Josef Černý      | CCC Pro Team           | +36"   |
| 7   | Matteo Sobrero   | NTT Pro Cycling        | +40"   |
| 8   | Lawson Craddock  | EF Pro Cycling         | +41"   |
| 9   | Miles Scotson    | Groupama–FDJ           | +42"   |
| 10  | Matthias Brändle | Israel Start-Up Nation | +42"   |

| Loc | Concurent        | Echipă                 | Timp   |
| --- | ---------------- | ---------------------- | ------ |
| 1   | Filippo Ganna    | Ineos Grenadiers       | 15'24" |
| 2   | João Almeida     | Deceuninck–Quick-Step  | +22"   |
| 3   | Mikkel Bjerg     | UAE Team Emirates      | +22"   |
| 4   | Geraint Thomas   | Ineos Grenadiers       | +23"   |
| 5   | Tobias Foss      | Team Jumbo–Visma       | +31"   |
| 6   | Josef Černý      | CCC Pro Team           | +36"   |
| 7   | Matteo Sobrero   | NTT Pro Cycling        | +40"   |
| 8   | Lawson Craddock  | EF Pro Cycling         | +41"   |
| 9   | Miles Scotson    | Groupama–FDJ           | +42"   |
| 10  | Matthias Brändle | Israel Start-Up Nation | +42"   |

### Etapa a 2-a
4 octombrie - Alcamo -  Agrigento - 149 km
| Loc | Concurent             | Echipă                | Timp       |
| --- | --------------------- | --------------------- | ---------- |
| 1   | Diego Ulissi          | UAE Team Emirates     | 3h 24' 58" |
| 2   | Peter Sagan           | Bora–Hansgrohe        | +0"        |
| 3   | Mikkel Frølich Honoré | Deceuninck–Quick-Step | +0"        |
| 4   | Michael Matthews      | Team Sunweb           | +5"        |
| 5   | Luca Wackermann       | Vini Zabù–KTM         | +5"        |
| 6   | João Almeida          | Deceuninck–Quick-Step | +5"        |
| 7   | Gianluca Brambilla    | Trek-Segafredo        | +5"        |
| 8   | Vincenzo Nibali       | Trek-Segafredo        | +5"        |
| 9   | Pello Bilbao          | Bahrain–McLaren       | +5"        |
| 10  | Lucas Hamilton        | Mitchelton–Scott      | +5"        |

| Loc | Concurent      | Echipă                | Timp       |
| --- | -------------- | --------------------- | ---------- |
| 1   | Filippo Ganna  | Ineos Grenadiers      | 3h 40' 27" |
| 2   | João Almeida   | Deceuninck–Quick-Step | +22"       |
| 3   | Geraint Thomas | Ineos Grenadiers      | +23"       |
| 4   | Tobias Foss    | Team Jumbo–Visma      | +31"       |
| 5   | Josef Černý    | CCC Pro Team          | +36"       |
| 6   | Matteo Sobrero | NTT Pro Cycling       | +40"       |
| 7   | Jan Tratnik    | Bahrain–McLaren       | +42"       |
| 8   | Simon Yates    | Mitchelton–Scott      | +49"       |
| 9   | Tanel Kangert  | EF Pro Cycling        | +49"       |
| 10  | Diego Ulissi   | UAE Team Emirates     | +54"       |

### Etapa a 3-a
5 octombrie - Enna - Etna - 150 km
| Loc | Concurent            | Echipă           | Timp       |
| --- | -------------------- | ---------------- | ---------- |
| 1   | Jonathan Caicedo     | EF Pro Cycling   | 4h 02' 33" |
| 2   | Giovanni Visconti    | Vini Zabù–KTM    | +21"       |
| 3   | Harm Vanhoucke       | Lotto–Soudal     | +30"       |
| 4   | Wilco Kelderman      | Team Sunweb      | +39"       |
| 5   | Jakob Fuglsang       | Astana           | +51"       |
| 6   | Rafał Majka          | Bora–Hansgrohe   | +51"       |
| 7   | Vincenzo Nibali      | Trek-Segafredo   | +51"       |
| 8   | Jonathan Castroviejo | Ineos Grenadiers | +51"       |
| 9   | Domenico Pozzovivo   | NTT Pro Cycling  | +51"       |
| 10  | Steven Kruijswijk    | Team Jumbo–Visma | +51"       |

| Loc | Concurent          | Echipă                | Timp       |
| --- | ------------------ | --------------------- | ---------- |
| 1   | João Almeida       | Deceuninck–Quick-Step | 7h 44' 25" |
| 2   | Jonathan Caicedo   | EF Pro Cycling        | +0"        |
| 3   | Pello Bilbao       | Bahrain–McLaren       | +37"       |
| 4   | Wilco Kelderman    | Team Sunweb           | 421"       |
| 5   | Harm Vanhoucke     | Lotto–Soudal          | +53"       |
| 6   | Vincenzo Nibali    | Trek-Segafredo        | +55"       |
| 7   | Domenico Pozzovivo | NTT Pro Cycling       | +59"       |
| 8   | Brandon McNulty    | UAE Team Emirates     | +1' 11"    |
| 9   | Jakob Fuglsang     | Astana                | +1' 13"    |
| 10  | Steven Kruijswijk  | Team Jumbo–Visma      | +1' 15"    |

### Etapa a 4-a
6 octombrie - Catania - Villafranca Tirrena - 140 km
| Loc | Concurent        | Echipă                 | Timp       |
| --- | ---------------- | ---------------------- | ---------- |
| 1   | Arnaud Démare    | Groupama–FDJ           | 3h 22' 13" |
| 2   | Peter Sagan      | Bora–Hansgrohe         | +0"        |
| 3   | Davide Ballerini | Deceuninck–Quick-Step  | +0"        |
| 4   | Andrea Vendrame  | Ag2r-La Mondiale       | +0"        |
| 5   | Elia Viviani     | Cofidis                | +0"        |
| 6   | Stefano Oldani   | Lotto–Soudal           | +0"        |
| 7   | Davide Cimolai   | Israel Start-Up Nation | +0"        |
| 8   | Michael Matthews | Team Sunweb            | +0"        |
| 9   | Filippo Fiorelli | Bardiani–CSF–Faizanè   | +0"        |
| 10  | Enrico Battaglin | Team Bahrain McLaren   | +0"        |

| Loc | Concurent          | Echipă                | Timp        |
| --- | ------------------ | --------------------- | ----------- |
| 1   | João Almeida       | Deceuninck–Quick-Step | 11h 06' 36" |
| 2   | Jonathan Caicedo   | EF Pro Cycling        | +2"         |
| 3   | Pello Bilbao       | Bahrain–McLaren       | +39"        |
| 4   | Wilco Kelderman    | Team Sunweb           | 44"         |
| 5   | Harm Vanhoucke     | Lotto–Soudal          | +55"        |
| 6   | Vincenzo Nibali    | Trek-Segafredo        | +57"        |
| 7   | Domenico Pozzovivo | NTT Pro Cycling       | +1' 01"     |
| 8   | Brandon McNulty    | UAE Team Emirates     | +1' 13"     |
| 9   | Jakob Fuglsang     | Astana                | +1' 15"     |
| 10  | Steven Kruijswijk  | Team Jumbo–Visma      | +1' 17"     |

### Etapa a 5-a
7 octombrie - Mileto - Camigliatello Silano - 225 km
| Loc | Concurent       | Echipă                | Timp       |
| --- | --------------- | --------------------- | ---------- |
| 1   | Filippo Ganna   | Ineos Grenadiers      | 5h 59' 17" |
| 2   | Patrick Konrad  | Bora–Hansgrohe        | +34"       |
| 3   | João Almeida    | Deceuninck–Quick-Step | +34"       |
| 4   | Wilco Kelderman | Team Sunweb           | +34"       |
| 5   | Lucas Hamilton  | Mitchelton–Scott      | +34"       |
| 6   | Jai Hindley     | Team Sunweb           | +34"       |
| 7   | Harm Vanhoucke  | Lotto–Soudal          | +34"       |
| 8   | Pello Bilbao    | Team Bahrain McLaren  | +34"       |
| 9   | Jakob Fuglsang  | Astana                | +34"       |
| 10  | Fausto Masnada  | Deceuninck–Quick-Step | +34"       |

| Loc | Concurent          | Echipă                | Timp        |
| --- | ------------------ | --------------------- | ----------- |
| 1   | João Almeida       | Deceuninck–Quick-Step | 17h 06' 23" |
| 2   | Pello Bilbao       | Team Bahrain McLaren  | +43"        |
| 3   | Wilco Kelderman    | Team Sunweb           | +48"        |
| 4   | Harm Vanhoucke     | Lotto–Soudal          | +59"        |
| 5   | Vincenzo Nibali    | Trek-Segafredo        | +1' 01"     |
| 6   | Domenico Pozzovivo | NTT Pro Cycling       | +1' 05"     |
| 7   | Jakob Fuglsang     | Astana                | +1' 19"     |
| 8   | Steven Kruijswijk  | Team Jumbo–Visma      | +1' 21"     |
| 9   | Patrick Konrad     | Bora–Hansgrohe        | +1' 26"     |
| 10  | Rafał Majka        | Bora–Hansgrohe        | +1' 32"     |

### Etapa a 6-a
8 octombrie - Castrovillari - Matera - 188 km
| Loc | Concurent             | Echipă                 | Timp       |
| --- | --------------------- | ---------------------- | ---------- |
| 1   | Arnaud Démare         | Groupama–FDJ           | 4h 54' 38" |
| 2   | Michael Matthews      | Team Sunweb            | +0"        |
| 3   | Fabio Felline         | Astana                 | +0"        |
| 4   | Juan Sebastián Molano | UAE Team Emirates      | +0"        |
| 5   | Davide Cimolai        | Israel Start-Up Nation | +0"        |
| 6   | Andrea Vendrame       | Ag2r-La Mondiale       | +0"        |
| 7   | Mikkel Frølich Honoré | Deceuninck–Quick-Step  | +0"        |
| 8   | Peter Sagan           | Bora–Hansgrohe         | +0"        |
| 9   | Enrico Battaglin      | Team Bahrain McLaren   | +0"        |
| 10  | Jhonatan Narváez      | Ineos Grenadiers       | +0"        |

| Loc | Concurent          | Echipă                | Timp        |
| --- | ------------------ | --------------------- | ----------- |
| 1   | João Almeida       | Deceuninck–Quick-Step | 22h 01' 01" |
| 2   | Pello Bilbao       | Team Bahrain McLaren  | +43"        |
| 3   | Wilco Kelderman    | Team Sunweb           | +48"        |
| 4   | Harm Vanhoucke     | Lotto–Soudal          | +59"        |
| 5   | Vincenzo Nibali    | Trek-Segafredo        | +1' 01"     |
| 6   | Domenico Pozzovivo | NTT Pro Cycling       | +1' 05"     |
| 7   | Jakob Fuglsang     | Astana                | +1' 19"     |
| 8   | Steven Kruijswijk  | Team Jumbo–Visma      | +1' 21"     |
| 9   | Patrick Konrad     | Bora–Hansgrohe        | +1' 26"     |
| 10  | Rafał Majka        | Bora–Hansgrohe        | +1' 32"     |

### Etapa a 7-a
9 octombrie - Matera - Brindisi - 143 km
| Loc | Concurent        | Echipă                 | Timp       |
| --- | ---------------- | ---------------------- | ---------- |
| 1   | Arnaud Démare    | Groupama–FDJ           | 2h 47' 28" |
| 2   | Peter Sagan      | Bora–Hansgrohe         | +0"        |
| 3   | Michael Matthews | Team Sunweb            | +0"        |
| 4   | Ben Swift        | Ineos Grenadiers       | +0"        |
| 5   | Álvaro Hodeg     | Deceuninck–Quick-Step  | +0"        |
| 6   | Rudy Barbier     | Israel Start-Up Nation | +0"        |
| 7   | Davide Ballerini | Deceuninck–Quick-Step  | +0"        |
| 8   | Enrico Battaglin | Team Bahrain McLaren   | +0"        |
| 9   | Filippo Fiorelli | Bardiani–CSF–Faizanè   | +0"        |
| 10  | Elia Viviani     | Cofidis                | +0"        |

| Loc | Concurent          | Echipă                | Timp        |
| --- | ------------------ | --------------------- | ----------- |
| 1   | João Almeida       | Deceuninck–Quick-Step | 24h 48' 29" |
| 2   | Pello Bilbao       | Team Bahrain McLaren  | +43"        |
| 3   | Wilco Kelderman    | Team Sunweb           | +48"        |
| 4   | Harm Vanhoucke     | Lotto–Soudal          | +59"        |
| 5   | Vincenzo Nibali    | Trek-Segafredo        | +1' 01"     |
| 6   | Domenico Pozzovivo | NTT Pro Cycling       | +1' 05"     |
| 7   | Jakob Fuglsang     | Astana                | +1' 19"     |
| 8   | Steven Kruijswijk  | Team Jumbo–Visma      | +1' 21"     |
| 9   | Patrick Konrad     | Bora–Hansgrohe        | +1' 26"     |
| 10  | Rafał Majka        | Bora–Hansgrohe        | +1' 32"     |

### Etapa a 8-a
10 octombrie - Giovinazzo - Vieste - 200 km
| Loc | Concurent        | Echipă                      | Timp       |
| --- | ---------------- | --------------------------- | ---------- |
| 1   | Alex Dowsett     | Israel Start-Up Nation      | 4h 50' 09" |
| 2   | Salvatore Puccio | Ineos Grenadiers            | +1' 15"    |
| 3   | Matthew Holmes   | Lotto–Soudal                | +1' 15"    |
| 4   | Joey Rosskopf    | CCC Pro Team                | +1' 15"    |
| 5   | Matthias Brändle | Israel Start-Up Nation      | +2' 10"    |
| 6   | Simone Ravanelli | Androni Giocattoli–Sidermec | +2' 13"    |
| 7   | Michael Matthews | Team Sunweb                 | +13' 56"   |
| 8   | Fernando Gaviria | UAE Team Emirates           | +13' 56"   |
| 9   | Mikkel Bjerg     | UAE Team Emirates           | +13' 56"   |
| 10  | Andrea Vendrame  | Ag2r-La Mondiale            | +13' 56"   |

| Loc | Concurent          | Echipă                | Timp        |
| --- | ------------------ | --------------------- | ----------- |
| 1   | João Almeida       | Deceuninck–Quick-Step | 29h 52' 34" |
| 2   | Pello Bilbao       | Team Bahrain McLaren  | +43"        |
| 3   | Wilco Kelderman    | Team Sunweb           | +48"        |
| 4   | Harm Vanhoucke     | Lotto–Soudal          | +59"        |
| 5   | Vincenzo Nibali    | Trek-Segafredo        | +1' 01"     |
| 6   | Domenico Pozzovivo | NTT Pro Cycling       | +1' 05"     |
| 7   | Jakob Fuglsang     | Astana                | +1' 19"     |
| 8   | Steven Kruijswijk  | Team Jumbo–Visma      | +1' 21"     |
| 9   | Patrick Konrad     | Bora–Hansgrohe        | +1' 26"     |
| 10  | Rafał Majka        | Bora–Hansgrohe        | +1' 32"     |

### Etapa a 9-a
11 octombrie - San Salvo - Roccaraso - 207 km
| Loc | Concurent            | Echipă            | Timp       |
| --- | -------------------- | ----------------- | ---------- |
| 1   | Ruben Guerreiro      | EF Pro Cycling    | 5h 41' 20" |
| 2   | Jonathan Castroviejo | Ineos Grenadiers  | +8"        |
| 3   | Mikkel Bjerg         | UAE Team Emirates | +58"       |
| 4   | Kilian Frankiny      | Groupama–FDJ      | +1' 16"    |
| 5   | Larry Warbasse       | Ag2r-La Mondiale  | +1' 16"    |
| 6   | Tao Geoghegan Hart   | Ineos Grenadiers  | +1' 19"    |
| 7   | Lucas Hamilton       | Mitchelton–Scott  | +1' 32"    |
| 8   | Wilco Kelderman      | Team Sunweb       | +1' 38"    |
| 9   | Jakob Fuglsang       | Astana            | +1' 38"    |
| 10  | Jai Hindley          | Team Sunweb       | +1' 38"    |

| Loc | Concurent          | Echipă                | Timp        |
| --- | ------------------ | --------------------- | ----------- |
| 1   | João Almeida       | Deceuninck–Quick-Step | 35h 35' 50" |
| 2   | Wilco Kelderman    | Team Sunweb           | +30"        |
| 3   | Pello Bilbao       | Team Bahrain McLaren  | +39"        |
| 4   | Domenico Pozzovivo | NTT Pro Cycling       | +53"        |
| 5   | Vincenzo Nibali    | Trek-Segafredo        | +57"        |
| 6   | Jakob Fuglsang     | Astana                | +1' 01"     |
| 7   | Harm Vanhoucke     | Lotto–Soudal          | +1' 02"     |
| 8   | Patrick Konrad     | Bora–Hansgrohe        | +1' 11"     |
| 9   | Jai Hindley        | Team Sunweb           | +1' 15"     |
| 10  | Rafał Majka        | Bora–Hansgrohe        | +1' 17"     |

### Etapa a 10-a
13 octombrie - Lanciano - Tortoreto - 177 km
| Loc | Concurent          | Echipă                | Timp       |
| --- | ------------------ | --------------------- | ---------- |
| 1   | Peter Sagan        | Bora–Hansgrohe        | 4h 01' 56" |
| 2   | Brandon McNulty    | UAE Team Emirates     | +19"       |
| 3   | João Almeida       | Deceuninck–Quick-Step | +23"       |
| 4   | Ben Swift          | Ineos Grenadiers      | +23"       |
| 5   | Jai Hindley        | Bora–Hansgrohe        | +23"       |
| 6   | Rafał Majka        | Bora–Hansgrohe        | +23"       |
| 7   | Patrick Konrad     | Bora–Hansgrohe        | +23"       |
| 8   | Wilco Kelderman    | Team Sunweb           | +23"       |
| 9   | Domenico Pozzovivo | NTT Pro Cycling       | +23"       |
| 10  | Pello Bilbao       | Team Bahrain McLaren  | +23"       |

| Loc | Concurent           | Echipă                | Timp        |
| --- | ------------------- | --------------------- | ----------- |
| 1   | João Almeida        | Deceuninck–Quick-Step | 39h 38' 05" |
| 2   | Wilco Kelderman     | Team Sunweb           | +34"        |
| 3   | Pello Bilbao        | Team Bahrain McLaren  | +43"        |
| 4   | Domenico Pozzovivo  | NTT Pro Cycling       | +57"        |
| 5   | Vincenzo Nibali     | Trek-Segafredo        | +1' 01"     |
| 6   | Patrick Konrad      | Bora–Hansgrohe        | +1' 15"     |
| 7   | Jai Hindley         | Team Sunweb           | +1' 19"     |
| 8   | Rafał Majka         | Bora–Hansgrohe        | +1' 21"     |
| 9   | Fausto Masnada      | Deceuninck–Quick-Step | +1' 36"     |
| 10  | Hermann Pernsteiner | Team Bahrain McLaren  | +1' 52"     |

### Etapa a 11-a
14 octombrie - Porto Sant'Elpidio - Rimini - 182 km
| Loc | Concurent        | Echipă                 | Timp       |
| --- | ---------------- | ---------------------- | ---------- |
| 1   | Arnaud Démare    | Groupama–FDJ           | 4h 03' 52" |
| 2   | Peter Sagan      | Bora–Hansgrohe         | +0"        |
| 3   | Álvaro Hodeg     | Deceuninck–Quick-Step  | +0"        |
| 4   | Simone Consonni  | Cofidis                | +0"        |
| 5   | Rick Zabel       | Israel Start-Up Nation | +0"        |
| 6   | Nico Denz        | Team Sunweb            | +0"        |
| 7   | Fernando Gaviria | UAE Team Emirates      | +0"        |
| 8   | Stefano Oldani   | Lotto–Soudal           | +0"        |
| 9   | Jacopo Mosca     | Trek-Segafredo         | +0"        |
| 10  | Elia Viviani     | Cofidis                | +0"        |

| Loc | Concurent           | Echipă                | Timp        |
| --- | ------------------- | --------------------- | ----------- |
| 1   | João Almeida        | Deceuninck–Quick-Step | 43h 41' 57" |
| 2   | Wilco Kelderman     | Team Sunweb           | +34"        |
| 3   | Pello Bilbao        | Team Bahrain McLaren  | +43"        |
| 4   | Domenico Pozzovivo  | NTT Pro Cycling       | +57"        |
| 5   | Vincenzo Nibali     | Trek-Segafredo        | +1' 01"     |
| 6   | Patrick Konrad      | Bora–Hansgrohe        | +1' 15"     |
| 7   | Jai Hindley         | Team Sunweb           | +1' 19"     |
| 8   | Rafał Majka         | Bora–Hansgrohe        | +1' 21"     |
| 9   | Fausto Masnada      | Deceuninck–Quick-Step | +1' 36"     |
| 10  | Hermann Pernsteiner | Team Bahrain McLaren  | +1' 52"     |

### Etapa a 12-a
15 octombrie - Cesenatico - Cesenatico - 204 km
| Loc | Concurent          | Echipă                      | Timp       |
| --- | ------------------ | --------------------------- | ---------- |
| 1   | Jhonatan Narváez   | Ineos Grenadiers            | 5h 31' 24" |
| 2   | Mark Padun         | Team Bahrain McLaren        | +1' 08"    |
| 3   | Simon Clarke       | EF Pro Cycling              | +6' 50"    |
| 4   | Joey Rosskopf      | CCC Pro Team                | +7' 30"    |
| 5   | Simon Pellaud      | Androni Giocattoli–Sidermec | +7' 43"    |
| 6   | Brandon McNulty    | UAE Team Emirates           | +8' 25"    |
| 7   | Patrick Konrad     | Bora–Hansgrohe              | +8' 25"    |
| 8   | Ruben Guerreiro    | EF Pro Cycling              | +8' 25     |
| 9   | João Almeida       | Deceuninck–Quick-Step       | +8' 25"    |
| 10  | Tao Geoghegan Hart | Ineos Grenadiers            | +8' 25"    |

| Loc | Concurent          | Echipă                | Timp        |
| --- | ------------------ | --------------------- | ----------- |
| 1   | João Almeida       | Deceuninck–Quick-Step | 49h 21' 46" |
| 2   | Wilco Kelderman    | Team Sunweb           | +34"        |
| 3   | Pello Bilbao       | Team Bahrain McLaren  | +43"        |
| 4   | Domenico Pozzovivo | NTT Pro Cycling       | +57"        |
| 5   | Vincenzo Nibali    | Trek-Segafredo        | +1' 01"     |
| 6   | Patrick Konrad     | Bora–Hansgrohe        | +1' 15"     |
| 7   | Jai Hindley        | Team Sunweb           | +1' 19"     |
| 8   | Rafał Majka        | Bora–Hansgrohe        | +1' 21"     |
| 9   | Fausto Masnada     | Deceuninck–Quick-Step | +1' 36"     |
| 10  | Jakob Fuglsang     | Astana                | +2' 20"     |

### Etapa a 13-a
16 octombrie - Cervia - Monselice - 192 km
| Loc | Concurent             | Echipă                | Timp       |
| --- | --------------------- | --------------------- | ---------- |
| 1   | Diego Ulissi          | UAE Team Emirates     | 4h 22' 18" |
| 2   | João Almeida          | Deceuninck–Quick-Step | +0"        |
| 3   | Patrick Konrad        | Bora–Hansgrohe        | +0"        |
| 4   | Tao Geoghegan Hart    | Ineos Grenadiers      | +0"        |
| 5   | Mikkel Frølich Honoré | Deceuninck–Quick-Step | +0"        |
| 6   | Sergio Samitier       | Movistar Team         | +0"        |
| 7   | Jakob Fuglsang        | Astana                | +0"        |
| 8   | Pello Bilbao          | Team Bahrain McLaren  | +0"        |
| 9   | Vincenzo Nibali       | Trek-Segafredo        | +0"        |
| 10  | Jai Hindley           | Team Sunweb           | +0"        |

| Loc | Concurent          | Echipă                | Timp        |
| --- | ------------------ | --------------------- | ----------- |
| 1   | João Almeida       | Deceuninck–Quick-Step | 53h 43' 58" |
| 2   | Wilco Kelderman    | Team Sunweb           | +40"        |
| 3   | Pello Bilbao       | Team Bahrain McLaren  | +49"        |
| 4   | Domenico Pozzovivo | NTT Pro Cycling       | +1' 03"     |
| 5   | Vincenzo Nibali    | Trek-Segafredo        | +1' 07"     |
| 6   | Patrick Konrad     | Bora–Hansgrohe        | +1' 17"     |
| 7   | Jai Hindley        | Team Sunweb           | +1' 25"     |
| 8   | Rafał Majka        | Bora–Hansgrohe        | +1' 27"     |
| 9   | Fausto Masnada     | Deceuninck–Quick-Step | +1' 42"     |
| 10  | Jakob Fuglsang     | Astana                | +2' 26"     |

### Etapa a 14-a
17 octombrie - Conegliano - Valdobbiadene - 34,1 km (contra-cronometru)
| Loc | Concurent            | Echipă                | Timp    |
| --- | -------------------- | --------------------- | ------- |
| 1   | Filippo Ganna        | Ineos Grenadiers      | 42' 40" |
| 2   | Rohan Dennis         | Ineos Grenadiers      | +26"    |
| 3   | Brandon McNulty      | UAE Team Emirates     | +1' 09" |
| 4   | Thomas De Gendt      | Lotto–Soudal          | +1' 11" |
| 5   | Josef Černý          | CCC Pro Team          | +1' 16" |
| 6   | João Almeida         | Deceuninck–Quick-Step | +1' 31" |
| 7   | Tanel Kangert        | EF Pro Cycling        | +1' 33" |
| 8   | Jonathan Castroviejo | Ineos Grenadiers      | +1' 44" |
| 9   | Wilco Kelderman      | Team Sunweb           | +1' 47" |
| 10  | Jan Tratnik          | Team Bahrain McLaren  | +2' 00" |

| Loc | Concurent          | Echipă                | Timp        |
| --- | ------------------ | --------------------- | ----------- |
| 1   | João Almeida       | Deceuninck–Quick-Step | 54h 28' 09" |
| 2   | Wilco Kelderman    | Team Sunweb           | +56"        |
| 3   | Pello Bilbao       | Team Bahrain McLaren  | +2' 11"     |
| 4   | Brandon McNulty    | UAE Team Emirates     | +2' 23"     |
| 5   | Vincenzo Nibali    | Trek-Segafredo        | +2' 30"     |
| 6   | Rafał Majka        | Bora–Hansgrohe        | +2' 33"     |
| 7   | Domenico Pozzovivo | NTT Pro Cycling       | +2' 33"     |
| 8   | Fausto Masnada     | Deceuninck–Quick-Step | +3' 11"     |
| 9   | Patrick Konrad     | Bora–Hansgrohe        | +3' 17"     |
| 10  | Jai Hindley        | Team Sunweb           | +3' 33"     |

### Etapa a 15-a
18 octombrie - Base Aerea Rivolto - Piancavallo - 185 km
| Loc | Concurent          | Echipă                | Timp       |
| --- | ------------------ | --------------------- | ---------- |
| 1   | Tao Geoghegan Hart | Ineos Grenadiers      | 4h 58' 52" |
| 2   | Wilco Kelderman    | Team Sunweb           | +2"        |
| 3   | Jai Hindley        | Team Sunweb           | +4"        |
| 4   | João Almeida       | Deceuninck–Quick-Step | +37"       |
| 5   | Rafał Majka        | Bora–Hansgrohe        | +1' 22"    |
| 6   | Patrick Konrad     | Bora–Hansgrohe        | +1' 29"    |
| 7   | James Knox         | Deceuninck–Quick-Step | +1' 36"    |
| 8   | Pello Bilbao       | Team Bahrain McLaren  | +1' 36"    |
| 9   | Jakob Fuglsang     | Astana                | +1' 36"    |
| 10  | Vincenzo Nibali    | Trek-Segafredo        | +1' 36"    |

| Loc | Concurent          | Echipă                | Timp        |
| --- | ------------------ | --------------------- | ----------- |
| 1   | João Almeida       | Deceuninck–Quick-Step | 59h 27' 38" |
| 2   | Wilco Kelderman    | Team Sunweb           | +15"        |
| 3   | Jai Hindley        | Team Sunweb           | +2' 56"     |
| 4   | Tao Geoghegan Hart | Ineos Grenadiers      | +2' 57"     |
| 5   | Pello Bilbao       | Team Bahrain McLaren  | +3' 10"     |
| 6   | Rafał Majka        | Bora–Hansgrohe        | +3' 18"     |
| 7   | Vincenzo Nibali    | Trek-Segafredo        | +3' 29"     |
| 8   | Domenico Pozzovivo | NTT Pro Cycling       | +3' 50"     |
| 9   | Patrick Konrad     | Bora–Hansgrohe        | +4' 09"     |
| 10  | Fausto Masnada     | Deceuninck–Quick-Step | +4' 12"     |

### Etapa a 16-a
20 octombrie - Udine - San Daniele del Friuli - 229 km
| Loc | Concurent          | Echipă               | Timp       |
| --- | ------------------ | -------------------- | ---------- |
| 1   | Jan Tratnik        | Team Bahrain McLaren | 6h 04' 36" |
| 2   | Ben O'Connor       | NTT Pro Cycling      | +7"        |
| 3   | Enrico Battaglin   | Team Bahrain McLaren | +1' 14"    |
| 4   | Kamil Małecki      | CCC Pro Team         | +1' 14"    |
| 5   | Ben Swift          | Ineos Grenadiers     | +1' 14"    |
| 6   | Andrea Vendrame    | Ag2r-La Mondiale     | +1' 21"    |
| 7   | Geoffrey Bouchard  | Ag2r-La Mondiale     | +1' 21"    |
| 8   | Matteo Fabbro      | Bora–Hansgrohe       | +1' 25"    |
| 9   | Manuele Boaro      | Astana               | +1' 36"    |
| 10  | Alessandro Tonelli | Bardiani–CSF–Faizanè | +1' 37"    |

| Loc | Concurent          | Echipă                | Timp        |
| --- | ------------------ | --------------------- | ----------- |
| 1   | João Almeida       | Deceuninck–Quick-Step | 65h 45' 08" |
| 2   | Wilco Kelderman    | Team Sunweb           | +17"        |
| 3   | Jai Hindley        | Team Sunweb           | +2' 58"     |
| 4   | Tao Geoghegan Hart | Ineos Grenadiers      | +2' 59"     |
| 5   | Pello Bilbao       | Team Bahrain McLaren  | +3' 12"     |
| 6   | Rafał Majka        | Bora–Hansgrohe        | +3' 20"     |
| 7   | Vincenzo Nibali    | Trek-Segafredo        | +3' 31"     |
| 8   | Domenico Pozzovivo | NTT Pro Cycling       | +3' 52"     |
| 9   | Patrick Konrad     | Bora–Hansgrohe        | +4' 11"     |
| 10  | Fausto Masnada     | Deceuninck–Quick-Step | +4' 24"     |

### Etapa a 17-a
21 octombrie - Bassano del Grappa - Madonna di Campiglio - 203 km
| Loc | Concurent               | Echipă               | Timp       |
| --- | ----------------------- | -------------------- | ---------- |
| 1   | Ben O'Connor            | NTT Pro Cycling      | 5h 50' 59" |
| 2   | Hermann Pernsteiner     | Team Bahrain McLaren | +31"       |
| 3   | Thomas De Gendt         | Lotto–Soudal         | +1' 10"    |
| 4   | Ilnur Zakarin           | CCC Pro Team         | +1' 13"    |
| 5   | Kilian Frankiny         | Groupama–FDJ         | +1' 55"    |
| 6   | Harm Vanhoucke          | Lotto–Soudal         | +2' 49"    |
| 7   | Davide Villella         | Movistar Team        | +3' 29"    |
| 8   | Óscar Rodríguez         | Astana               | +1' 25"    |
| 9   | Amanuel Ghebreigzabhier | NTT Pro Cycling      | +3' 30"    |
| 10  | Jesper Hansen           | Cofidis              | +4' 32"    |

| Loc | Concurent          | Echipă                | Timp        |
| --- | ------------------ | --------------------- | ----------- |
| 1   | João Almeida       | Deceuninck–Quick-Step | 71h 41' 18" |
| 2   | Wilco Kelderman    | Team Sunweb           | +17"        |
| 3   | Jai Hindley        | Team Sunweb           | +2' 58"     |
| 4   | Tao Geoghegan Hart | Ineos Grenadiers      | +2' 59"     |
| 5   | Pello Bilbao       | Team Bahrain McLaren  | +3' 12"     |
| 6   | Rafał Majka        | Bora–Hansgrohe        | +3' 20"     |
| 7   | Vincenzo Nibali    | Trek-Segafredo        | +3' 31"     |
| 8   | Domenico Pozzovivo | NTT Pro Cycling       | +3' 52"     |
| 9   | Patrick Konrad     | Bora–Hansgrohe        | +4' 11"     |
| 10  | Fausto Masnada     | Deceuninck–Quick-Step | +4' 26"     |

### Etapa a 18-a
22 octombrie - Pinzolo - Laghi di Cancano - 207 km
| Loc | Concurent           | Echipă                | Timp       |
| --- | ------------------- | --------------------- | ---------- |
| 1   | Jai Hindley         | Team Sunweb           | 6h 03' 03" |
| 2   | Tao Geoghegan Hart  | Ineos Grenadiers      | +0"        |
| 3   | Pello Bilbao        | Team Bahrain McLaren  | +46"       |
| 4   | Jakob Fuglsang      | Astana                | +1' 25"    |
| 5   | Wilco Kelderman     | Team Sunweb           | +2' 18"    |
| 6   | Patrick Konrad      | Bora–Hansgrohe        | +4' 04"    |
| 7   | João Almeida        | Deceuninck–Quick-Step | +4' 51"    |
| 8   | Vincenzo Nibali     | Trek-Segafredo        | +4' 51"    |
| 9   | Hermann Pernsteiner | Team Bahrain McLaren  | +4' 51"    |
| 10  | Fausto Masnada      | Deceuninck–Quick-Step | +4' 55"    |

| Loc | Concurent          | Echipă                | Timp        |
| --- | ------------------ | --------------------- | ----------- |
| 1   | Wilco Kelderman    | Team Sunweb           | 77h 46' 56" |
| 2   | Jai Hindley        | Team Sunweb           | +12"        |
| 3   | Tao Geoghegan Hart | Ineos Grenadiers      | +15"        |
| 4   | Pello Bilbao       | Team Bahrain McLaren  | +1' 19"     |
| 5   | João Almeida       | Deceuninck–Quick-Step | +2' 16"     |
| 6   | Jakob Fuglsang     | Astana                | +3' 59"     |
| 7   | Patrick Konrad     | Bora–Hansgrohe        | +5' 40"     |
| 8   | Vincenzo Nibali    | Trek-Segafredo        | +5' 47"     |
| 9   | Fausto Masnada     | Deceuninck–Quick-Step | +6' 46"     |
| 10  | Rafał Majka        | Bora–Hansgrohe        | +7' 28"     |

### Etapa a 19-a
23 octombrie - Abbiategrasso - Asti - 124,5 km
| Loc | Concurent          | Echipă                      | Timp       |
| --- | ------------------ | --------------------------- | ---------- |
| 1   | Josef Černý        | CCC Pro Team                | 2h 30' 40" |
| 2   | Victor Campenaerts | NTT Pro Cycling             | +18"       |
| 3   | Jacopo Mosca       | Trek-Segafredo              | +26"       |
| 4   | Simon Clarke       | EF Pro Cycling              | +26"       |
| 5   | Iljo Keisse        | Deceuninck–Quick-Step       | +26"       |
| 6   | Sander Armée       | Lotto–Soudal                | +26"       |
| 7   | Albert Torres      | Movistar Team               | +1' 10"    |
| 8   | Simon Pellaud      | Androni Giocattoli–Sidermec | +1' 10"    |
| 9   | Giovanni Carboni   | Bardiani–CSF–Faizanè        | +1' 10"    |
| 10  | Alex Dowsett       | Israel Start-Up Nation      | +1' 10"    |

| Loc | Concurent          | Echipă                | Timp        |
| --- | ------------------ | --------------------- | ----------- |
| 1   | Wilco Kelderman    | Team Sunweb           | 80h 29' 19" |
| 2   | Jai Hindley        | Team Sunweb           | +12"        |
| 3   | Tao Geoghegan Hart | Ineos Grenadiers      | +15"        |
| 4   | Pello Bilbao       | Team Bahrain McLaren  | +1' 19"     |
| 5   | João Almeida       | Deceuninck–Quick-Step | +2' 16"     |
| 6   | Jakob Fuglsang     | Astana                | +3' 59"     |
| 7   | Patrick Konrad     | Bora–Hansgrohe        | +5' 40"     |
| 8   | Vincenzo Nibali    | Trek-Segafredo        | +5' 47"     |
| 9   | Fausto Masnada     | Deceuninck–Quick-Step | +6' 46"     |
| 10  | Rafał Majka        | Bora–Hansgrohe        | +7' 28"     |

### Etapa a 20-a
24 octombrie - Alba - Sestriere - 190 km
| Loc | Concurent          | Echipă                | Timp       |
| --- | ------------------ | --------------------- | ---------- |
| 1   | Tao Geoghegan Hart | Ineos Grenadiers      | 4h 52' 45" |
| 2   | Jai Hindley        | Team Sunweb           | +0"        |
| 3   | Rohan Dennis       | Ineos Grenadiers      | +25"       |
| 4   | João Almeida       | Deceuninck–Quick-Step | +1' 01"    |
| 5   | Andrea Vendrame    | Deceuninck–Quick-Step | +26"       |
| 6   | Einer Rubio        | Movistar Team         | +1' 35"    |
| 7   | Pello Bilbao       | Team Bahrain McLaren  | +1' 35"    |
| 8   | Wilco Kelderman    | Team Sunweb           | +1' 35"    |
| 9   | Attila Valter      | CCC Pro Team          | +1' 48"    |
| 10  | James Knox         | Deceuninck–Quick-Step | +2' 00"    |

| Loc | Concurent           | Echipă                | Timp        |
| --- | ------------------- | --------------------- | ----------- |
| 1   | Jai Hindley         | Team Sunweb           | 85h 22' 07" |
| 2   | Tao Geoghegan Hart  | Ineos Grenadiers      | +0"         |
| 3   | Wilco Kelderman     | Team Sunweb           | +1' 32"     |
| 4   | Pello Bilbao        | Team Bahrain McLaren  | +2' 51"     |
| 5   | João Almeida        | Ag2r-La Mondiale      | +3' 14"     |
| 6   | Jakob Fuglsang      | Astana                | +6' 32"     |
| 7   | Vincenzo Nibali     | Trek-Segafredo        | +7' 46"     |
| 8   | Patrick Konrad      | Bora–Hansgrohe        | +8' 05"     |
| 9   | Fausto Masnada      | Deceuninck–Quick-Step | +9' 24"     |
| 10  | Hermann Pernsteiner | Team Bahrain McLaren  | +10' 08"    |

### Etapa a 21-a
25 octombrie - Cernusco sul Naviglio - Milano - 15,7 km (contra-cronometru)
| Loc | Concurent          | Echipă                | Timp    |
| --- | ------------------ | --------------------- | ------- |
| 1   | Filippo Ganna      | Ineos Grenadiers      | 17' 16" |
| 2   | Victor Campenaerts | NTT Pro Cycling       | +32"    |
| 3   | Rohan Dennis       | Ineos Grenadiers      | +32"    |
| 4   | João Almeida       | Deceuninck–Quick-Step | +41"    |
| 5   | Miles Scotson      | Groupama–FDJ          | +41"    |
| 6   | Josef Černý        | CCC Pro Team          | +44"    |
| 7   | Chad Haga          | Team Sunweb           | +44"    |
| 8   | Brandon McNulty    | UAE Team Emirates     | +46"    |
| 9   | Kamil Gradek       | CCC Pro Team          | +47"    |
| 10  | Jan Tratnik        | Team Bahrain McLaren  | +47"    |

| Loc | Concurent           | Echipă                | Timp        |
| --- | ------------------- | --------------------- | ----------- |
| 1   | Tao Geoghegan Hart  | Ineos Grenadiers      | 85h 40' 21" |
| 2   | Jai Hindley         | Team Sunweb           | +39"        |
| 3   | Wilco Kelderman     | Team Sunweb           | +1' 29"     |
| 4   | João Almeida        | Ag2r-La Mondiale      | +2' 57"     |
| 5   | Pello Bilbao        | Team Bahrain McLaren  | +3' 09"     |
| 6   | Jakob Fuglsang      | Astana                | +7' 06"     |
| 7   | Vincenzo Nibali     | Trek-Segafredo        | +8' 15"     |
| 8   | Patrick Konrad      | Bora–Hansgrohe        | +8' 42"     |
| 9   | Fausto Masnada      | Deceuninck–Quick-Step | +9' 57"     |
| 10  | Hermann Pernsteiner | Team Bahrain McLaren  | +11' 05"    |

## Clasamentele actuale

### Clasamentul general
| Loc | Concurent           | Echipă                | Timp        |
| --- | ------------------- | --------------------- | ----------- |
| 1   | Tao Geoghegan Hart  | Ineos Grenadiers      | 85h 40' 21" |
| 2   | Jai Hindley         | Team Sunweb           | +39"        |
| 3   | Wilco Kelderman     | Team Sunweb           | +1' 29"     |
| 4   | João Almeida        | Ag2r-La Mondiale      | +2' 57"     |
| 5   | Pello Bilbao        | Team Bahrain McLaren  | +3' 09"     |
| 6   | Jakob Fuglsang      | Astana                | +7' 06"     |
| 7   | Vincenzo Nibali     | Trek-Segafredo        | +8' 15"     |
| 8   | Patrick Konrad      | Bora–Hansgrohe        | +8' 42"     |
| 9   | Fausto Masnada      | Deceuninck–Quick-Step | +9' 57"     |
| 10  | Hermann Pernsteiner | Team Bahrain McLaren  | +11' 05"    |

| Loc | Concurent                | Echipă                      | Puncte |
| --- | ------------------------ | --------------------------- | ------ |
| 1   | Arnaud Démare (FRA)      | Groupama–FDJ                | 233    |
| 2   | Peter Sagan (SVK)        | Bora–Hansgrohe              | 184    |
| 3   | João Almeida (POR)       | Deceuninck–Quick-Step       | 108    |
| 4   | Filippo Ganna (ITA)      | Ineos Grenadiers            | 87     |
| 5   | Josef Černý (CZE)        | CCC Pro Team                | 78     |
| 6   | Andrea Vendrame (ITA)    | Ag2r-La Mondiale            | 78     |
| 7   | Diego Ulissi (ITA)       | UAE Team Emirates           | 77     |
| 8   | Simon Pellaud (SUI)      | Androni Giocattoli–Sidermec | 70     |
| 9   | Tao Geoghegan Hart (GBR) | Ineos Grenadiers            | 66     |
| 10  | Patrick Konrad (AUT)     | Bora–Hansgrohe              | 61     |

| Loc | Concurent                  | Echipă           | Puncte |
| --- | -------------------------- | ---------------- | ------ |
| 1   | Ruben Guerreiro (POR)      | EF Pro Cycling   | 234    |
| 2   | Tao Geoghegan Hart (GBR)   | Ineos Grenadiers | 157    |
| 3   | Thomas De Gendt (BEL)      | Lotto–Soudal     | 122    |
| 4   | Rohan Dennis (AUS)         | Ineos Grenadiers | 119    |
| 5   | Ben O'Connor (AUS)         | NTT Pro Cycling  | 71     |
| 6   | Jai Hindley (AUS)          | Team Sunweb      | 71     |
| 7   | Wilco Kelderman (NED)      | Team Sunweb      | 55     |
| 8   | Filippo Ganna (ITA)        | Ineos Grenadiers | 48     |
| 9   | Jonathan Castroviejo (ESP) | Ineos Grenadiers | 45     |
| 10  | Einer Rubio (COL)          | Movistar Team    | 44     |

| Loc | Concurent                    | Echipă                               | Timp         |
| --- | ---------------------------- | ------------------------------------ | ------------ |
| 1   | Tao Geoghegan Hart (GBR)     | Ineos Grenadiers                     | 85h 40' 21"  |
| 2   | Jai Hindley (AUS)            | Team Sunweb\| align="right" \| + 39" |              |
| 3   | João Almeida (POR)           | Deceuninck–Quick-Step                | + 2' 57"     |
| 4   | Sergio Samitier (ESP)        | Movistar Team                        | + 35' 29"    |
| 5   | James Knox (GBR)             | Deceuninck–Quick-Step                | + 37' 41"    |
| 6   | Brandon McNulty (USA)        | UAE Team Emirates                    | + 38' 10"    |
| 7   | Aurélien Paret-Peintre (FRA) | Ag2r-La Mondiale                     | + 45' 04"    |
| 8   | Ben O'Connor (AUS)           | NTT Pro Cycling                      | + 1h 02' 57" |
| 9   | Sam Oomen (NED)              | Team Sunweb                          | + 1h 03' 46" |
| 10  | Matteo Fabbro (ITA)          | Bora–Hansgrohe                       | + 1h 13' 49" |

| Loc | Echipă                | Timp         |
| --- | --------------------- | ------------ |
| 1   | Ineos Grenadiers      | 257h 15' 48" |
| 2   | Deceuninck–Quick-Step | +22' 32"     |
| 3   | Team Sunweb           | +28' 50"     |
| 4   | Team Bahrain McLaren  | +32' 50"     |
| 5   | Bora–Hansgrohe        | +1h 12' 34"  |
| 6   | NTT Pro Cycling       | +1h 49' 59"  |
| 7   | Ag2r-La Mondiale      | + 2h 04' 38" |
| 8   | Movistar Team         | +2h 08' 26"  |
| 9   | Astana                | +2h 29' 44"  |
| 10  | Trek-Segafredo        | + 2h 42' 36" |

## Legături externe
- it  Site-ul oficial al competiției